# Chcesz poznać sekret?
Chcesz poznać sekret? (tytuł oryg. Do You Wanna Know a Secret) – amerykański horror filmowy z roku 2001, wyreżyserowany przez Thomasa Bradforda. Film powstał na fali popularności modnych pod koniec lat dziewięćdziesiątych młodzieżowych slasherów, takich jak Krzyk czy Koszmar minionego lata.

## Obsada
Aktorzy występujący w filmie, według kolejności alfabetycznej:
- Chad Allen jako Brad Adams; Bradley Clayton
- Dorie Barton jako Beth Morgan
- Greg Cipes jako Taco Boy
- Jeff Conaway jako agent Owen Sucker
- Robert Crooks jako ogrodnik
- Elsie Escobar jako Nellie Lopez
- Margot Hartman jako pani Adams (w czołówce jako Margot Hartman Tenney)
- Tom Jay Jones jako Oz Washington
- Joseph Lawrence jako Hank Ford
- Jack McGee jako Gavin, szef policji
- Britton Purvis jako Tom Barton
- Leonora Scelfo jako Tina Webster
- Brette Taylor jako Joan
- Del Tenney jako pastor Clifford Adams

## Fabuła
Sześcioro studentów z prestiżowego college’u Tenneyson w stanie Connecticut przyjeżdża na wakacje na Florydę. Pewnego wieczoru, w czasie zabawy w jednym z nocnych klubów, jeden z nich zostaje brutalnie zamordowany. Trzy dni później w niewyjaśnionych okolicznościach giną kolejne trzy osoby. Pozostała przy życiu dwójka przyjaciół zastanawia się, kto i dlaczego ich atakuje. Policja jest bezradna, a w sprawę angażuje się FBI.